# King Guillaume
Pour plus de détails, voir Fiche technique et Distribution.
King Guillaume est une comédie française réalisée par Pierre-François Martin-Laval sorti en 2009. 
Ce film est une adaptation de la bande dessinée Panique à Londres de Jean-Marc Rochette (dessinateur) et René Pétillon (scénariste).

## Synopsis
Guillaume et Magali Brunel vivent une petite vie simple et tranquille de banlieusards en attendant un heureux événement, mais tout change lorsqu'ils reçoivent une lettre. Le père de Guillaume, que ce dernier n'a pas connu, est mourant et demande à le voir pour lui donner son héritage : l'île de Guerrelande, au large de la Bretagne, issue d'obscures tractations médiévales, et le titre de roi qui l'accompagne. Alors que Guillaume tente d'en savoir davantage, Magali est emballée par le palais promis et les richesses annoncées.

### Guerrelande
Le Royaume de Guerrelande est un pays de fiction situé dans la Manche et indépendant depuis l'an 1415 à la suite de l'octroi par le roi d'Angleterre d'une île de 46 hectares à Geoffroy Delagny en récompense d'avoir trahi la France.
Son drapeau est composé de trois bandes verticales (sur le même modèle que celui de la France) et comporte les couleurs: blanche, blanche et blanche.

## Fiche technique
- Titre : King Guillaume
- Réalisation : Pierre-François Martin-Laval
- Scénario : Jean-Paul Bathany, Pierre-François Martin-Laval et Frédéric Proust, d'après l'œuvre de Jean-Marc Rochette et René Pétillon
- Musique : Emily Loizeau
- Photographie : Régis Blondeau
- Montage : Philippe Bourgueil
- Décors : Franck Schwarz
- Direction artistique  Franck Schwarz
- Costumes : Anne Schotte
- Production : Antoine de Clermont-Tonnerre
- Société de production : MACT Productions, Cinémage 3
- Société de distribution : Walt Disney Studios Motion Pictures
- Pays de production :  France
- Langues originales : français et anglais
- Genre : comédie
- Durée : 85 minutes
- Date de sortie :
  - France : 28 janvier 2009 ; 25 novembre 2009 (DVD)

## Distribution
- Florence Foresti : Magali Brunel
- Pierre-François Martin-Laval : Guillaume Brunel
- Pierre Richard : William-Fernand
- Raymond Bouchard : Non-Imposable
- Isabelle Nanty : Paméla Gisèle
- Frédéric Proust : Christine
- Omar Sy : Jean Peter
- Rufus : roi Cyril John Delagny
- Terry Jones : professeur d'Oxford
- Yannick Noah : lui-même
- Grégoire Bonnet : voisin
- Valérie Crouzet : voisine
- Joe Sheridan : conseiller du ministre
- Leslie Chatterley : secrétaire anglaise (as Lesley Chatterley)
- Marie-Laure Descoureaux : Colette, une musicienne
- Christophe Guybet : banquier
- Maria Ducceschi : chef d'orchestre
- Gaëlle Piétri : Hélène Brunel
- Anne-Cécile Crapie : bonne sœur
- Ériq Ebouaney : curé
- Sandra Nkaké : chanteuse Gospel
- Catherine Aymerie : gynécologue
- Frédéric Épaud : médecin urgentiste
- Micheline Dieye : commère église #1
- Thérèse Moumani : commère église #2
- Laurentine Milebo : commère église #3
- Jemima West : élève anglaise
- Simon Boyle : élève anglais #1
- Julian Blight : élève anglais # #
- Oisin Stack : élève anglais #3
- Milanka Brooks  : traductrice
- Yvonne Lagadec : voisine
- Philippe Elno : Marin brestois
- Denis Martin-Laval :
- Robert Assolen :

## Production

### Tournage
Le tournage fut effectué entre mai et juin 2008 en Bretagne, et notamment à Brest et à Porspoder. Rue Nungesser pour les scènes devant l'habitation de la famille Brunel.  Quelques scènes ont été tournées dans le centre commercial de Val d'Europe et place de Toscane à Serris (Seine-et-Marne). Square du Verger de Buzenval a Rueil-Malmaison, pour les scènes du kiosque a musique.
Château de Kerouartz pour les scènes de l'hospice. dans le 92 a l'hôpital Marie Lannelongue

## Musique
Le brass band Aeolus participe en tant qu'accompagnateur dans le « bœuf » que Florence Foresti entame avant de quitter le groupe (il y a d'ailleurs la présence fugitive d'Arnaud Laporte).